# Condado de Barbour (Alabama)
O Condado de Barbour é um dos 67 condados do estado norte-americano do Alabama, localizado no sudeste do estado. De acordo com o censo de 2022, sua população era de 24.706 habitantes. Sua sede está localizada em Clayton e sua maior cidade é Eufaula. Seu nome é uma homenagem a James Barbour, governador da Virgínia e secretário da Guerra dos Estados Unidos. 

## História
Barbour foi fundado em 18 de dezembro de 1832, das terras indígenas Creek e uma porção do Condado de Pike. Entre 1763 e 1783 a área do condado integrou a antiga colônia da Flórida Ocidental Britânica. Os Creek foram removidos para o território a oeste do rio Mississippi. A terra fértil foi desenvolvida por migrantes sulistas como grandes plantações de algodão dependente da mão-de-obra escrava. Devido ao número de escravos, a população era de maioria negra, uma proporção que continuou por décadas. No século XXI, a população tem uma leve maioria branca, mas o negros compõem mais de 46% dos residentes, o que resulta em grande competitividade política.
Em 1833, Louisville foi escolhida para ser a primeira sede do condado. A sede do condado foi relocada em 1834, depois que um comitê de 11 membros selecionou Clayton por causa de sua localização geográfica central. Suas fronteiras foram alteradas em 1866 e 1868. O massacre da eleição de 1874 ocorreu próximo de Eufaula.
Pela década de 1870, a cidade de Eufaula ultrapassou Clayton em tamanho, acendendo um debate sobre a realocação da sede para o centro comercial do condado ou sua permanência em seu centro geográfico. Chegando a um acordo, a legislatura sancionou a lei nº 106 de 12 de fevereiro de 1879, para estabelecer tribunais do condado tanto em Eufaula quanto em Clayton. Hoje, dois tribunais continuam a operar no condado.

## Geografia
De acordo com o censo, sua área total é de 2.340 km2, destes sendo 2.290 km2 de terra e 52 km2 de água (2,2%). O condado se situa nas imediações da região do Wiregrass.

### Condados adjacentes
- Condado de Russell, nordeste
- Condado de Quitman (Geórgia), leste
- Condado de Stewart (Geórgia), leste
- Condado de Clay (Geórgia), sudeste
- Condado de Henry, sul
- Condado de Dale, sul
- Condado de Pike, oeste
- Condado de Bullock, noroeste

### Área de proteção nacional
- Eufaula National Wildlife Refuge (parte)

## Transportes

### Principais rodovias
- U.S. Route 82
- U.S. Route 431
- State Route 10
- State Route 30
- State Route 51
- State Route 95
- State Route 130
- State Route 131
- State Route 165
- State Route 198
- State Route 239

## Demografia
De acordo com o censo de 2022:
- População total: 24.706
- Densidade: 10,5 hab/km²
- Residências: 11.755
- Famílias: 9088
- Composição da população:
  - Brancos: 49,2%
  - Negros: 47,9%
  - Nativos americanos e do Alaska: 0,7%
  - Asiáticos: 0,5%
  - Nativos havaianos e ilhotas do Pacífico: 0,2%
  - Duas ou mais raças: 1,5%
  - Hispânicos ou latinos: 5%

## Comunidades

### Cidades
- Clio
- Eufaula

### Vilas
- Bakerhill
- Blue Springs
- Clayton (sede)
- Louisville

### Comunidades não-incorporadas
- Batesville

- Elamville
- Spring Hill
- Teals Crossroads